# 루크레치아 보르자

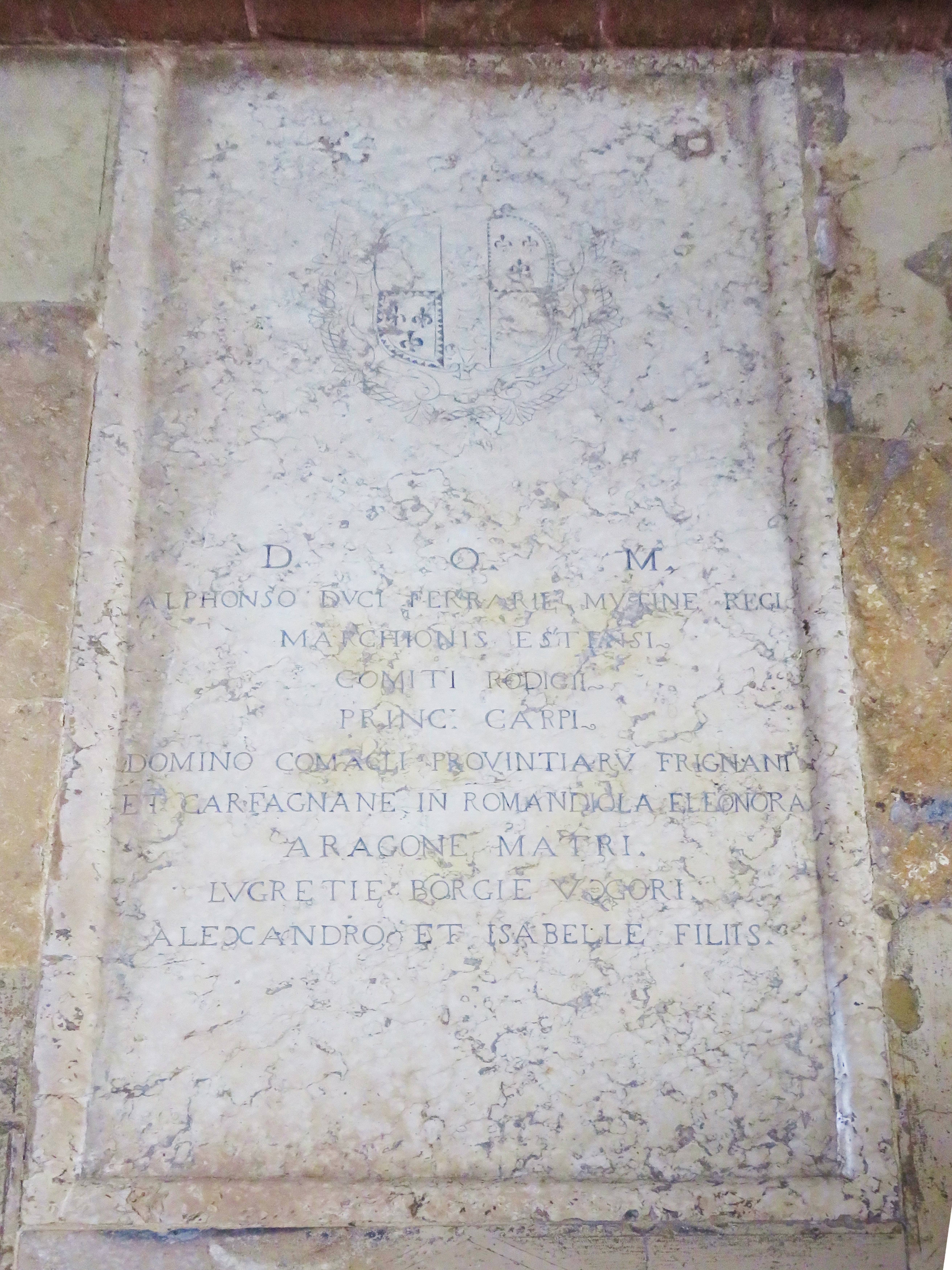
알폰소 1세 데스테와 루크레치아 보르자의 무덤, 페라라.

루크레치아 보르자(이탈리아어: Lucrezia Borgia, 1480년 4월 18일 ~ 1519년 6월 24일)는 교황 알렉산데르 6세와 반노차 카타네이의 외딸이다. 그녀의 형제로는 체사레 보르자, 후안 보르자 그리고 호프레 보르자가 있다.
루크레치아의 가족은 훗날 르네상스 시대 교황들의 특색이라고 주장되는 냉혹한 마키아벨리주의의 정치와 성적 타락의 전형이다. 루크레치아는 팜므 파탈이라는 비난을 받으며, 등장인물로 등장하는 수많은 미술품과 소설, 영화 등이 존재한다.
바르톨로메오 다 베네토의 가공 초상화와 같은 몇몇 그림이 루크레치아를 묘사한 것이라는 소문이 있지만, 그녀의 초상화 가운데 확실한 것은 알려지지 않았다.
역사상 루크레치아의 확실한 신상과 그녀의 활동에 관하여 그녀의 아버지나 형제의 범죄에 연루되었는지는 확실하지 않다. 그의 아버지 또는 형제는 그들 자신의 정치적 야망을 위해 그녀를 중요 인물이나 세력가와 결혼시키는 데 어느 정도 일조하였다. 루크레치아는 조반니 스포르차(페사로의 영주), 아라곤의 알폰소(비셸리에 공작) 그리고 알폰소 1세 데스테(페라라 공작)와 결혼하였다. 두 번째 남편인 아라곤의 알폰소는 나폴리 국왕의 서출이었으며, 그의 정치적 가치가 떨어지자 체사레에 의해 살해당하였다.

## 결혼

### 첫 번째 결혼: 조반니 스포르차
루크레치아가 열세 살이었을 때 두 번 약혼하였지만, 양쪽 다 그의 아버지가 파혼시켰다. 로드리고가 교황 알렉산데르 6세가 되고 난 후, 그는 강국 밀라노 공국과 동맹을 맺고자 루크레치아와 조반니 스포르차의 혼담이 오갔다. 교황궁의 ‘보르자의 방’에서 거행된 결혼식은 사치스러운 행사였지만 다른 많은 르네상스의 축하연보다 사치스럽지 않았다.
이윽고 보르자 가문은 스포르차 가문을 더는 필요로 하지 않았으며, 교황궁에 있어서 조반니 스포르차의 존재는 불필요한 존재였다. 밀라노 세력의 쇠퇴를 재빨리 알아차린 교황은 더 이롭고 새로운 정치적 동맹이 필요하였기 때문에 조반니의 처분을 은밀하게 주문했을지도 모른다는 의견도 있다.
일반적으로 용인된 설은 자신의 오빠 체사레에게 듣고 눈치 챈 루크레치아가 로마에서 도망친 자신의 남편에게 경고했다는 것이다. 어쩌면 알렉산데르 교황은 그런 명령을 내리지 않았으며, 루크레치아가 따분한 남편이 싫증나 그를 몰아내기 위해 체사레와 꾸민 음모의 한 부분일 수도 있다. 어느 쪽이 진실이든 간에 알렉산데르와 체사레는 루크레치아를 위해 또 다른 정략결혼을 정리할 수 있다는 것에 좋아했다. 그러나 그전에 그들은 조반니 스포르차를 제거할 필요성을 느끼고 있었다.
알렉산데르는 조반니의 숙부인 아스카니오 스포르차 추기경에게 조반니가 혼인 무효화를 수락하게끔 설득해달라고 말했다. 이 요청을 거절한 조반니는 루크레치아를, 아버지와 오빠와 근친상간을 저질렀다는 죄목으로 고발하였다. 교황은 남편의 성 불능 때문에 실제로는 결혼이 수행되지 않았다고 주장하며 조반니에게 루크레치아의 모든 결혼 지참금을 제공하겠다며 제의하였다. 만일 그가 알렉산데르의 제안을 거절하면 스포르차 일족은 멸족당할 위기에 직면하게 될 것이라는 협박도 첨부되었다. 달리 선택의 여지가 없었던 조반니 스포르차는 증인들 앞에서 자신이 사내구실을 제대로 못 한다고 인정하는 서류와 혼인 무효 서류에 모두 서명하였다.

### 페로토와의 연애 사건
혼인 무효 과정이 길어지는 동안 루크레치아가 아마도 알렉산데르의 심부름꾼 페드로 칼데론(페로토라고도 알려짐)과 관계를 맺었을 것이라는 주장이 있다. 그 결과 그녀의 혼인이 완성되지 않았다는 이유로 무효 처리가 되었을 때에 그녀는 실제로 아이를 잉태하였으며, 이 사실은 항간에 널리 알려져 많은 사람이 그녀의 품성을 경멸적으로 보게 되는 데 일조하였다. 아이의 이름은 조반니 보르자로 역사가들에게 ‘로마의 아들’로 알려졌으며, 루크레치아가 아라곤의 알폰소와 결혼하기 전에 비밀리에 태어났다(1498년).
얼마간은 그녀의 오빠 체사레의 아이라고 믿어져 왔지만, 루크레치아를 향한 페로토의 도타운 사랑 때문에 그의 아이라고 주장하였다. 그녀는 임신한 동안 로마에서 멀리 떨어진 산 시스토 수녀원에 머물렀기 때문에 아무도 그녀의 상태를 알지 못했으며, 페로토는 로마에서 그녀의 아버지에게서 온 서신을 그녀에게 전해주고자 왔다. 이 주장에 따라 루크레치아는 자신의 임신 소식이 로마 시민들에게 닿을 것을 염려하여 틀림없는 체사레의 아이라고 알렸다. 체사레는 당시 가톨릭교회의 추기경이었다. 만일 그가 누이가 조반니와 결혼을 유지했을 동안 부적절한 관계를 나누었다면 이는 모두에게, 특히 그들의 아버지(교황)에게 반드시 비밀로 유지했을 것이다. 1498년 2월 티베르 강에서 페로토와 하녀 판타실레아의 시체가 발견되었다.
1501년, 아이 조반니 보르자에 관하여 두 교황 교서가 반포되었다. 첫 번째 교서에는 체사레의 결혼 전에 낳은 아이로 인정하였다. 두 번째 교서에는 아이를 알렉산데르 6세의 아들로 인정하였다. 루크레치아의 이름은 어느 쪽에도 언급되어 있지 않았으며, 그녀가 그의 어머니라는 소문은 지금까지 증명되지 않고 있다. 두 번째 교서는 긴 세월 동안 비밀로 지켜졌으며, 조반니는 체사레의 아들로 추정되었다. 이것은 1502년, 그가 체사레가 최근에 정복한 것 가운데 하나, 즉 로마냐 공작의 장남의 자연스러운 상속인 카메리노의 공작이 된 사실에 의해 지지를 받았다. 그러나 얼마 뒤 알렉산데르가 선종하고 나서, 조반니는 루크레치아와 함께 페라라에 머무르러 갔는데 그곳에서 그는 그녀의 이복동생으로 받아들여졌다.

### 두 번째 결혼: 아라곤의 알폰소 (비셸리에 공)
결혼하기 전, 알폰소와의 첫 번째 만남에서 체사레는 그의 미모와 천성에 매우 감탄했지만, 곧 질투심과 증오로 바뀌었다. 체사레는 루크레치아가 재혼한 후 자신의 주의도 내버릴 정도로 매우 행복해했기 때문에 알폰소를 좋아하지 않았다는 이야기가 있다. 또, 체사레 그 자신은 일시적으로 매독을 앓았으며 심지어 회복한 후에도 많은 흉터가 그의 얼굴에 남아 있었다. 자신의 겉모습에 매우 의식한 그는 가면과 검은 옷을 착용하기 시작했다. 그는 아라곤의 알폰소가 자신의 상태를 말하자 그를 더욱더 미워하였으며, 알폰소가 로마를 방문했을 때 체사레는 하인을 시켜 밤중에 그를 공격하게 하는 것으로 되갚아 주었다. 복수를 위해 어느 날 체사레가 정원을 산책하는 동안 알폰소의 하인이 그에게 화살을 쏘았다. 이 일로 격분한 체사레는 부하들을 시켜 보르자의 방 안에서 회복 중이던 알폰소의 교살을 꼬드겼다. 루크레치아와 알폰소 사이에는 1512년 8월에 어머니보다 13년 먼저 죽은 로드리고라는 이름의 한 아이가 있었다.
알폰소를 살해한 이유가 질투심일지도 모르지만, 또한 정치적 배경을 갖고 있었다. 루크레치아의 첫 번째 결혼과 마찬가지로 두 번째 결혼 역시 곧 무익한 동맹과 그 때문에 교황과 그의 아들에게 성가신 존재가 되었다는 이유가 있었다. 체사레는 나폴리의 왕위를 요구하는 프랑스의 루이 12세와 동맹을 맺었으며, 그때 알폰소의 가족은 그의 손안에 있었다. 그를 암살한 이유가 무엇이었든 간에 남편을 진심으로 좋아하였던 루크레치아는 그의 죽음에 무척 애통해하였다.

### 세 번째 결혼: 알폰소 데스테 (페라라 공)
그녀의 두 번째 남편이 죽은 후, 루크레치아의 아버지 알렉산데르 6세 교황은 딸의 세 번째 결혼을 원했다. 그녀는 알폰소 데스테(페라라의 공작)와 결혼하였다. 그녀는 세 번째 남편에게 많은 아이를 안겨주었으며 미심쩍은 그녀의 과거와 그녀의 아버지가 죽은 후 보르자 가문의 급속한 몰락 속에서도 살아남아 훌륭하고 뛰어난 르네상스 시대 귀부인으로 인상적인 향상을 하였다.
배우자로서의 루크레치아는 성실하지 않았다. 그녀는 피에트로 벰보와 정사뿐만 아니라 그녀의 법적인 양성 형제와 함께 오랫동안 관계를 즐겼다. 루크레치아 보르지아는 1519년 6월 24일 페라라에서 여덟 번째 아이를 낳고 난 후에 죽었다. 그녀의 시신은 코르푸스 도미니의 수녀원에 묻혔다.
1816년 10월 15일 밀라노의 암브로시오 도서관에 찾아간 낭만 시인 바이런은 보르자와 벰보 사이에 오고 간 편지(“세상에서 가장 예쁜 편지”)를 기뻐하였으며, 용케도 진열된 그녀의 머리카락을 훔치는 데 성공하였다고 주장하였다.

## 자녀
루크레치아는 여러 남자의 사이에서 일곱 명 또는 여덟 명의 아이를 낳았다:
- 조반니 보르자, “인판테 로마노” (“로마의 아들”, 1498년 - 1548년). 일반적으로 아버지가 페로토로 인정받는다; 하지만 알레산데르와 체사레도 아버지로 여긴다. 또한, 교황 교서에서는 로드리고 보르자(교황 알렉산데르 6세)와 무명의 여인 간에 불륜의 결과로 태어난 아들(만년에 루크레치아의 이복동생으로 신원이 확인됨)이라고 증언했기 때문에 루크레치아의 아들이 아닐 가능성도 있다.
- 아라곤의 로드리고 보르자 (1499년 11월 1일 - 1512년 8월). 아라곤의 알폰소와의 사이에서 낳은 아들.
- 에르콜레 2세 데스테 (1508년 4월 5일 - 1559년 10월 3일). 페라라 공작.
- 이폴리토 2세 데스테 (1509년 8월 25일 - 1572년 12월 1일). 밀라노 대교구장이자 추기경.
- 알레산드로 데스테 (1514년 - 1516년).
- 레오노라 데스테 (1515년 7월 3일 - 1575년 7월 15일). 수녀.
- 프란체스코 데스테 (1516년 11월 1일 - 1578년 2월 2일). 마살롬바르다 후작.
- 이사벨라 마리아 데스테 (1519년 6월 14일에 태어나 사망). 루크레치아는 이사벨라를 낳은 지 10일 후에 합병증으로 숨졌다.

루크레치아는 남북 전쟁 때의 장군 피에르 보우리가드를 포함한 많은 귀족과 여배우 브룩 쉴즈의 조상이다.